# Ewa Dederko
Ewa Dederko (ur. 19 maja 1974 w Blachowni) – polska triathlonistka, olimpijka z Pekinu.
Startowała w triathlonie i w dyscyplinach pokrewnych: duathlonie oraz aquathlonie, a także w maratonach (rekord życiowy 2:47:09, Poznań 2004) i półmaratonach (rekord życiowy 1:16:31 Katowice 2006). Reprezentowała klub WLKS Kmicic Czestochowa.

## Sukcesy
- 12-krotna mistrzyni Polski (w różnych odmianach triathlonu i duathlonu)
- Puchar Polski w triathlonie Radom 2004
- Puchar Europy w triathlonie Sofia 2002
- 5. miejsce na mistrzostwach świata w Aquathlonie Cancún 2002
- 2. miejsce w Pucharze Świata w Duathlonie Luksemburg 2002
- 30. miejsce w triathlonie podczas Letnich Igrzysk Olimpijskich w Pekinie 2008